# جوناثان راندل
جوناثان ولفرتون راندل (بالإنجليزية: Jonathan Wolverton Randall)‏ الشهير ببلاك جاك، هو شخصية خيالية في سلسلة روايات دخيلة للكاتبة الأمريكية ديانا غابالدون والمسلسل التلفزيوني المقتبس منه. بلاك جاك سادي وهو العدو الرئيس للشخصيتان الرئيسيتين جيمي فريزر وزوجته كلير فريزر.
يقوم الممثل الإنجليزي توبياس مينزيس بتجسيد شخصية بلاك جاك في المسلسل التلفزيوني دخيلة على قناة ستارز. هو أيضاً يجسد دور فرانك راندال.